# Olej wiesiołkowy

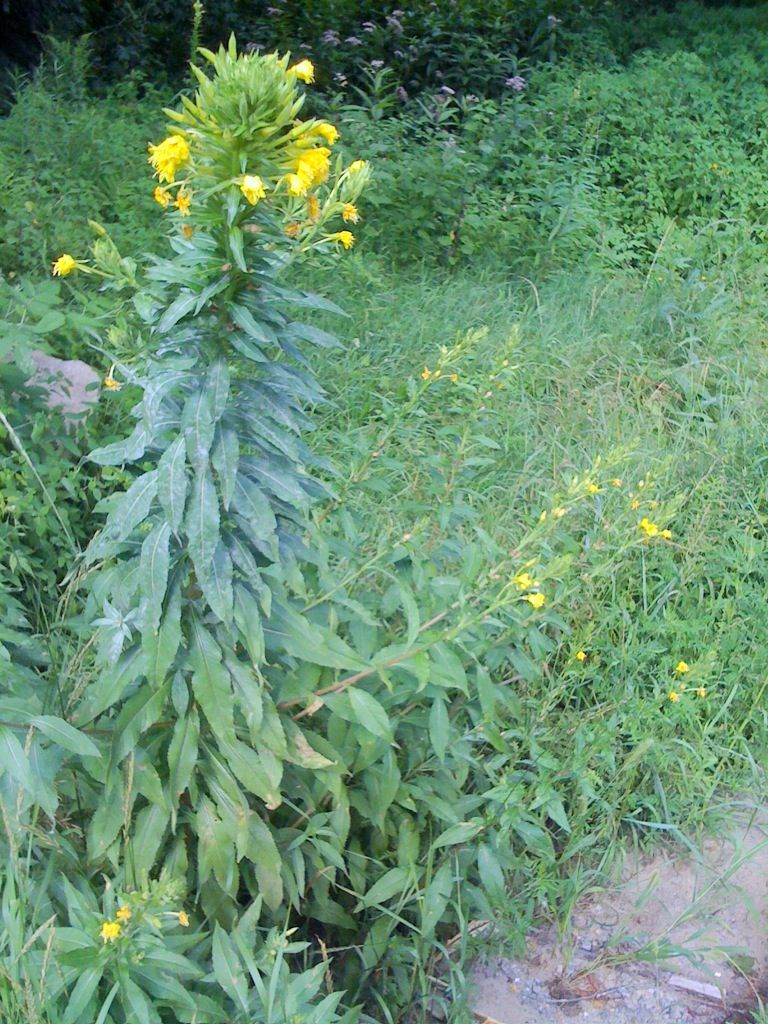
Wiesiołek dwuletni, z którego nasion uzyskuje się olej.

Olej wiesiołkowy (Oleum Oenotherae, olej z wiesiołka dwuletniego) sporządzany z nasion jest stosowany w lecznictwie i do wyrobu kosmetyków, zwykle dostępny w formie doustnych kapsułek, poza tym jest to ważny składnik suplementów diety.
Wiesiołek dwuletni jest rośliną rodzimą dla Ameryki Północnej, ale występuje zdziczały w wielu rejonach świata, także w Polsce. Młode liście, pędy, zielone strąki oraz korzenie są jadalne. Wiesiołek był ważnym składnikiem diety rdzennych mieszkańców Ameryki, wykorzystywali go oni także w ziołolecznictwie. Nasiona zawierają 15-20% olejów, w tym 7-10% kwasu gamma linolenowego, który jest rzadki u roślin (spotykany poza tym w oleju z ogórecznika lekarskiego). 

## Zastosowanie
Pomimo faktu, że olej z wiesiołka jest powszechnie stosowany w leczeniu różnych dolegliwości, np. skórnych, brak jest jednoznacznych dowodów klinicznych na skuteczność doustnej suplementacji olejem z wiesiołka, przy leczeniu lub wspomaganiu jakichkolwiek przypadłości zdrowotnych. Możliwe, że ma on działanie przeciwzapalne i antyalergiczne.
Olej z wiesiołka jest nieskuteczny przy leczeniu egzemy, nie łagodzi on objawów zespołu napięcia przedmiesiączkowego.
Niejednoznaczne są badania dotyczące wpływu oleju na bóle piersi, wydaje się on łagodzić objawy u niektórych pacjentek, stosowany w dawce 3 g dziennie przez okres 6 miesięcy.
Ograniczone dowody wskazują na możliwą skuteczność oleju w następujących dolegliwościach:
- Atopowe zapalenie skóry - dawka 320 mg oleju dziennie przez 8 tygodni wydaje się łagodzić objawy u dzieci w wieku 12-15 lat[8].
- Menopauza - dawka 1000 mg oleju dziennie przez 6 tygodni łagodzi nieco uderzenia gorąca, związane z menopauzą, u kobiet w wieku 45-59 lat[9].
- Neuropatia cukrzycowa - słabe dowody sugerują, że olej może być skuteczny jako dodatek do standardowej terapii, w łagodnych przypadkach neuropatii[10].
- Reumatoidalne zapalenie stawów - w dawkach większych niż 1400 mg dziennie, łagodzi objawy, małe dawki rzędu 500 mg dziennie są nieskuteczne[11].

Ponadto jako dodatkowa suplementacja, olej z wiesiołka wraz z innymi wielonienasyconymi kwasami tłuszczowymi i witaminą E (400 mg oleju z ryb, 100 mg oleju z wiesiołka, 29 mg DHA, 10 mg kwas gamma-linolenowy, 1,8 mg witamina E) łagodzi objawy ADHD u dzieci w wieku 12 lat. 

## Dawkowanie
Dzieci powyżej 12. roku życia, dorośli i starsi: pojedyncza dawka doustna 2 g oleju, dzienna dawka 4-6 g. 

## Interakcje z lekami
Możliwe negatywne interakcje z lekami przeciwpłytkowymi. Zaleca się ostrożność przy stosowaniu fenotiazyny.

## Przeciwwskazania
- Nadwrażliwość na substancje czynne.
- Ciąża i karmienie piersią[14].
- Dzieci poniżej 12. roku życia.
- Pacjenci z zaburzeniami krwawienia lub zażywający antykoagulanty.
- Pacjenci oczekujący operacji.
- Pacjenci cierpiący na zaburzenia napadowe.

## Skutki uboczne
Olej z wiesiołka jest zwykle dobrze tolerowany, stosowany w krótkich okresach czasu. Nie zaleca się stosować go dłużej niż rok, w związku ze zwiększonym ryzykiem stanów zapalnych, zakrzepicy i immunosupresji. Brak zanotowanych poważnych skutków ubocznych. Z zanotowanych:
- Bóle głowy
- Bóle brzucha
- Nudności
- Rozwolnienie